# Necile Tevfik
Necile Tevfik (Istanboel, 1911 – aldaar, 1964) was een Turkse vrouwenrechtenactiviste, schrijver, schilder en vertaler.
Tevfik was lid van diverse organisaties die werkten voor betere rechten voor vrouwen. Ze schreef diverse essays over dit onderwerp die werden gepubliceerd in internationale media zoals La République (in de periode 1932-1936) en de Turkse kranten "Ikdam", "Vakit" en "Yeni Sabah".  Van 1932 tot 1935 zat ze in het bestuur van Türk Kadınlar Birliği (Vereniging Turkse Vrouwen) en was actief bij het organiseren van de 12de Congress van het International Alliance of Women in Istanbul in 1935. Nadat de Turkse tak zich heeft opgeheven in 1935, was Tevfik een van de oprichters van de Turkse organisatie in 1949. 
Tevfik schreef een aantal filmscenario's en was in contact met onder anderen Jacques Feyder en de Film Booking Office (F.B.O.) Studios in Hollywood om deze te verkopen. 
De archieven van Necile Tevfik, bestaande uit 132 documenten, worden beheerd door de Women's Library and Information Centre Foundation in Istanbul.  Het archief bevat naast rapportages en bestuursdocumenten van de Turkse tak van de International Alliance of Women, ook haar correspondentie met onder anderen de Nederlandse feministe Rosa Manus.
- International Standard Name Identifier: 0000 0005 0124 3976
- Library of Congress Control Number: no2020030099
- Virtual International Authority File: 7920158309861506690003
- WorldCat: E39PBJq6WDX7F3cPQ9K4g84wmd